# Mafia (wyspa)

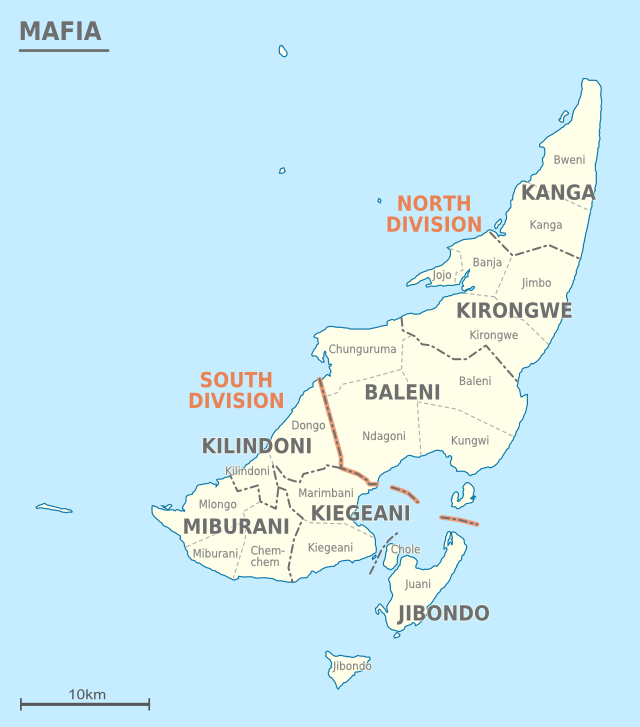
Mafia i okoliczne wyspy

Mafia – wyspa na Oceanie Indyjskim, stanowiąca południową część Archipelagu Zanzibaru, leżąca u ujścia rzeki Rufidżi na wschodnim wybrzeżu Tanzanii. Jest jednym z sześciu dystryktów Pwani. Nie posiada osobnego rządu i nie jest autonomicznym regionem, jak znajdujący się na północy od niej Zanzibar.  Według Tanzańskiego Urzędu Statystycznego w 2012 roku wyspę na stałe zamieszkiwało 46 438 osób. Ludność wyspy w głównej mierze utrzymuje się z rybołówstwa oraz uprawy kokosów, papai, ryżu i manioku. Wyspa jest również atrakcyjna turystycznie m.in. dla nurków wyczynowych i wędkarzy.  

## Geografia
Archipelag Mafia stanowi kilka wysp (Juani, Jibondo, Bwejuu, Nyororo, Chole) z czego Mafia jest największa i zajmuje powierzchnię 394 km². Część z okolicznych wysp jest zamieszkała jak np. Chole z populacją 800 mieszkańców i powierzchnią około 2 km². W południowo-wschodniej części wyspy znajduje się chroniona zatoka Chole usiana wysepkami i mierzejami. Na wyspie występuje mała populacja Hipopotamów karłowatych potwierdzona w 2013 r. przez Tanzania Tourist Board. Największym miastem na wyspie jest Kilindoni z populacją ponad 11 tys. mieszkańców. Na wyspie znajduje się Park Narodowy Rufiji-Mafia-Kilwa Marine Reserve. 

## Historia
Pierwsze wzmianki o wyspie sięgają ósmego wieku naszej ery. Pełniła ona wtedy ważną rolę w handlu pomiędzy Azją wschodnią i Wschodnią Afryką. Na małej wyspie Chole Mijini znajdującej się w Zatoce Chole dawniej znajdował się gród, którego zadaniem było kontrolowanie handlu z kopalniami srebra we Wschodnim Zimbabwe. 
W 1820 roku wyspy zostały zaatakowane przez lud kanibali z plemienia Sakalava pochodzący z Madagaskaru. Stanowią oni dzisiaj większą część populacji wysp. 
Traktat podpisany z Niemcami w 1890 roku zmienił status terytorialny wyspy. Niemcy zapłacili sułtanowi Sayyid Ali bin Said al-Said z Omanu 4 miliony złotych marek za wyspy i okoliczne wody. 12 stycznia 1915 roku wyspę zdobyli Brytyjczycy, wykorzystując ją jako morską i powietrzną bazę wojskową.  
Od 1995 roku wyspa otrzymuje finansową pomoc od WWF, w ramach organizacji i utrzymania Parku Narodowego Rufiji-Mafia-Kilwa (RUMAK).